# 弗朗基·范德埃斯特
弗朗基·范德埃斯特（英語：Franky Van der Elst，1961年4月30日—），比利时退役足球运动员，主踢防御中场，目前是名足球领队。在他21年的职业生涯中，埃斯特主要在皇家布魯日足球會中踢球，成为该俱乐部的传奇人物，也曾在2000年代教练过该队短短的一段时间。此外，他也名列比利的FIFA 100名单之中。
范德埃斯特为比利時國家足球隊出场86次，四次参赛世界杯，在40多岁时退休。